# Карпов, Николай Борисович
Николай Борисович Ка́рпов (1909—1996) — советский государственный деятель, инженер угольного производства. Герой Социалистического Труда (1948). Лауреат Ленинской (1980), Сталинской (1951) и двух Государственных (1967, 1984) премий. Начальник Первого Главного управления (Разработка и добыча полезных ископаемых для атомной отрасли) МСМ СССР (1949—1984).

## Биография
Родился 9 сентября 1909 года в посёлке Шахты (ныне на территории города Горловка, Донецкая область, Украина). С 1925 года начал работать на угольных шахтах Донецка. В 1931 году после окончания Горного института работал горным инженером, начальником угольных шахт в тресте «Донецкуголь», главного инженера треста, с 1939 года становится управляющим трестом.
С 1940 года главный инженер треста «Красноармейскуголь». С 1941 года главный инженер 8-го Управления оборонительных сооружений Южного фронта. С 1942 по 1947 годы работал управляющим трестами «Молотовоуголь» и « Ленуголь». С 1947 по 1949 годы был начальником комбината «Челябинскуголь».
С 1949 года Карпов назначается начальником Первого управления — заместителем начальника Второго Главного управления при Совете министров СССР. С 1953 года назначен начальником Первого Главного управления (ответственного за добычу урана, тория, золота, палладия и других металлов для атомной промышленности СССР) Министерства среднего машиностроения СССР. С его участием строились новые уранодобывающие предприятия на Украине, в Средней Азии, Казахстане, на Урале и в Сибири.
В 1987 году Н. Б. Карпов вышел на пенсию, жил в Москве. Умер 26 апреля 1996 года, похоронен на Троекуровском кладбище

## Награды и премии
- Героя Социалистического Труда с вручением Золотой медали Серп и Молот (28.08.1948)
- пять орденов Ленина (17.2.1939, 28.8.1948, 21.8.1953, 4.1.1954, 11.9.1956);
- орден Октябрьской Революции (29.3.1976)
- три ордена Трудового Красного Знамени и (21.2.1942, …, 7.3.1962);
- орден «Знак Почёта» (20.10.1943);
- медали;
- Ленинская премия (1980);
- Сталинская премия первой степени (1951) — за успешное руководство работами по развитию сырьевой базы урановой промышленности:
- Государственная премия СССР (1967)
- Государственная премия СССР (1984);
- два ордена Труда (Чехословакия) (20.11.1970, 22.11.1985).